# 1,2-difluorobenzene
Il 1,2-difluorobenzene, o orto-difluorobenzene, è un alogenuro arilico disostituito di formula C6H4F2.